# Кружок русских поэтов в Америке
«Кружок русских поэтов в Америке» — поэтическое объединение русских эмигрантов, основанное в 1939 году в Нью-Йорке.

## История
Появлению кружка предшествовало нью-йоркское «Общество ревнителей изящной словесности», которое непродолжительное время действовало в 1930-х годах. В основу традиций объединения лёг коллективный сборник русской поэзии «Из Америки», изданный Д. Магулой, В. Ильяшенко, Е. Христиани, Г. Голохвастовым в 1924 году в США (на титуле указан 1925 год издания). Отправной точкой для деятельности разных писателей в рамках одного творческого союза стала направленность на поэтическую культуру высокого уровня.
Участники клуба переехали в США в разные периоды: Ильяшенко — до Февральской революции, Магула — в 1918, Голохвастов — в 1920, Е. Антонова и Н. Алл — в 1923 году; М. Чехонин также прибыл в 1920-х годах, а Лахман, Т. Тимашева и Е. Маркова переселились из Европы с началом Второй мировой войны. В него входили как молодые поэты (Тимашева, Г. Лахман), так и опытные литераторы (Ильяшенко, А. Биск), сочинявшие стихи ещё в дореволюционные годы.
Члены кружка устраивали встречи, где знакомились с новыми поэтическими течениями, читали свои работы, обсуждали стихи разных авторов; в частности, на этих собраниях проводили разбор книг «Последние лучи» (1943) Магулы, «Отголоски» (1944) З. Троцкой, «Бумажные крылья» (1944) Славиной, переводов западноевропейских поэтов Биска и переложение «Слова о полку Игореве» Голохвастова. Непременным правилом обсуждений считалось терпимое отношение к чужой точке зрения. Среди участников этих собраний был художник В. С. Иванов.
Представители клуба участвовали в литературных вечерах, проходивших в Нью-Йорке; публиковались в «Новоселье», «Новом журнале», «Новом русском слове».
С маркой объединения вышли поэтические издания Антоновой «Отражения» (1944), Голохвастова «Жизнь и сны» (1944), Чехонина «Стихи» (1946), Лахман «Пленные слова» (1952).
В 1949 году к своему десятилетию кружок выпустил сборник «Четырнадцать», названный так по количеству участников (Иванов, Алл, Лахман, Антонова, Биск, Голохвастов, Троцкая, Ильяшенко, Магула, Маркова, Славин, Славина, Чехонин, Тимашева); эта публикация стала итоговой работой литературного общества.